# Ховнатан Ховнатаньян

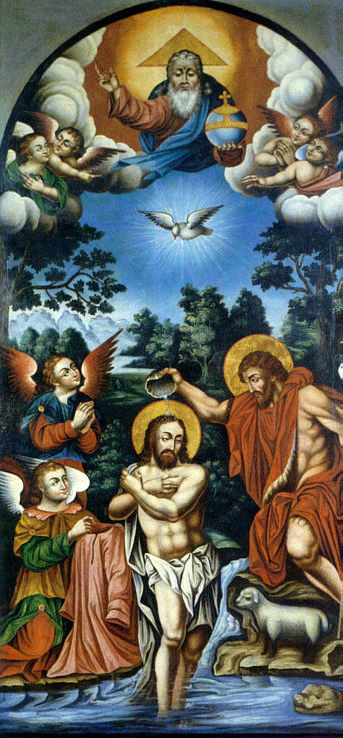
З картин
Ховнатана Ховнатаньяна

Ховнатан Ховнатанян (вірм. Հովնաթան Հովնաթանյանը), (англ. Hovnatan Hovnatanyan) (близько 1730, с. Шорот, Нахіджеван, — 1801,Тифліс) — вірменський художник, визнаний майстер настінного живопису, представник відомої вірменської династії Ховнатанян.

## Біографія
Ховнатан Ховнатаньян народився в місцевості, що тоді належала Ірану, в селі Шорот, Айлісської області Нахіджевану (нині село Журуд в районі Джульфа, Нахчыван, Азербайджан)) близько 1730 року. Дідом Ховнатана був Нагаш  Ховнатан (1661–1722) — відомий вірменський поет, художник, ашуг, родоначальник знаменитої династії Ховнатаньян. а батьком — також знаменитий художник Хакоб Ховнатаньян (вірм. Հակոբ Հովնաթանյանը), (англ. Hakob Hovnatanyan).

Слава про його майстерність була такою, що в 1775 році грузинський володар Іраклій II запросив Ховнатана Ховнатаньяна до Тбілісі придворним художником, надав йому п'ятьох учнів, з відповідним забезпеченням. А наступного, 1776, року звільняє митця від всіх податків та обдаровує його своїми царськими милостями. Великий майстер присвячує себе Тифлісу.
Тим часом, Католикос всіх вірмен Гукас I (1780-1799) прагне закінчити багаторічну роботу по реставрації розпису Ечміадзинського собору, розпочату ще 1769 року.
Розпис якого був зроблений, ще дідом Ховнатана Ховнатаньяна, — Нагашем, в 1721 році.
За свідченням сучасників, Гукас у своєму посланні до картлійського царя Іраклія II, пише:

«звертаюся …

… до великого царя Грузії, з проханням повернути прекрасного умільця, блискучого Ховнатана, Ховнатана Ховнатаньяна, Талановитого Майстра, Майстра Квітки, що живе в Тифлісі, до Святого Престолу».
Запрошуючи митця, Гукас I Католикос всіх вірмен пише свою енцикліку, де називає художника:
«… нашим улюбленим обдарованим божою милістю сином, нашим улюбленим, вірним, плодючим і працелюбним сином, прекрасним, витонченим генієм».
І от, навесні 1785 року Ховнатан з учнями, серед котрих був і його син, Мкртум знову прибули в Ечміадзин. Так колись називалось сучасне вірменське місто Вагаршапат. Цей етап реставраційно-відновлювальних робіт тривав близько року. І в 1786 році багаторічна робота була завершена, про що збереглося свідчення на куполі храму Ечміадзина.
Для оздоблення стін собору ним використовувались різноманітні рослинні орнаменти, виконані в оранжево-червоних і синьо-фіолетових тонах.

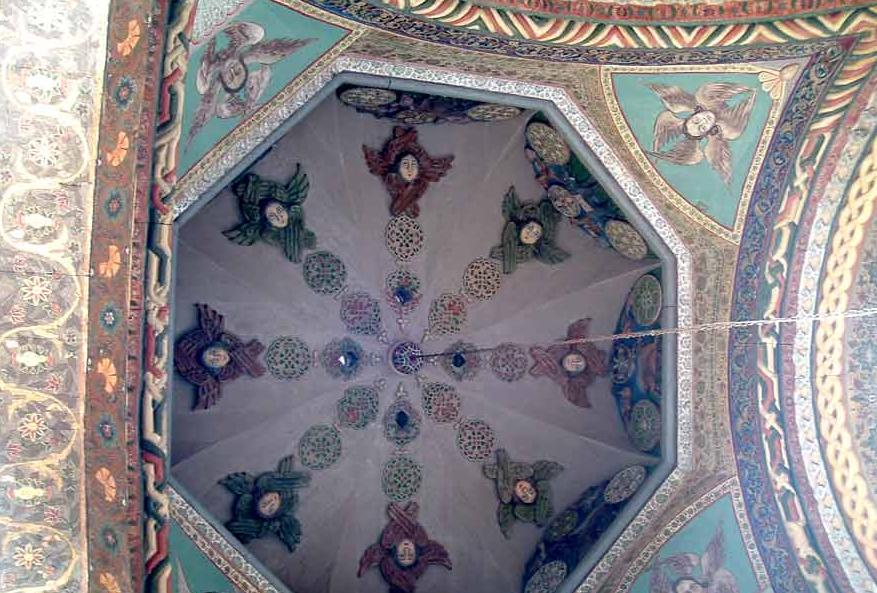
Розпис собору в Эчміадзині, яку Ховнатан Ховнатаньян відновлював і доповнював зі своїм сином Мкртумом Ховнатаньяном

Для цього ж собору ним була виконана серія зображень святих і композиції на євангельські теми, частина з яких нині зберігається в картинній галереї Вірменії.
1789 року Ховнатан приїжджає в Єреван, писати картини для хана. 1792 та 1798 року він знову запрошується до Ечміадзина робити окремі замовлення.
Майстер Ховнатан Ховнатаньян, проживши трохи більше 70-ти літ, закінчив свої дні 1801, або 1802 року в Тифлісі, де і був похований на вірменському кладовищі «Ходживанка».

## Твори
Ховнатаньян не підписував свою роботу, більшість з них не збереглись. Є припущення що його перу належать портрети:
- царя Іраклія,
- міністра фінансів, Овсепа Горганяна,
- цариці Дареї
- царя Такле

(Зберігаються в Музеї мистецтв Грузії, та датуються XVIII століттям),
а також:
- «Благовіщення Марії»,
- «Вступ до Єрусалиму»,
- «Таємна вечеря»,
- «Гречанка»,
- «Арутюн»,
- «Розп'яття»,
- «Жертва Авраама».

Ховнатан Ховнатаньян зажив собі слави завдяки досконалій майстерності. Своїм оздобленням йому завдячують:
- Вірменські церкви Тифлісу,
- Ечміадзинський монастир (1788),
- Церква Сурб-Шогакат (1785).
- Церква XV століття, Благовіщення Богородиці, інакше — Норашен (1793)

В ці роки, вказані храми були ним розписані або повністю відреставровані.

## Додаткові відомості
Саме — оздоблення Ечміадзину найяскравіше проявило талант і чарівну силу мистецтва Ховнатана Ховнатаньяна, заявило про нього, як про видатного художника свого часу.
Його творчість можна умовно розділити на три групи:
- Біблійні теми Старого та Нового Заповіту,
- Портрети,
- Квітки.

Велике враження на глядача справляє віртуозність в виписуванні найдрібніших деталей. Заворожує поєднання розпису стін, колон та картин в складні, гармонійні композиції. Вражає вміння майстра, використовуючи кисть, наповнювати життям неживі образи. В значній мірі цьому сприяє барвиста палітра використовуваних кольорів: червоно-синього, червоно-зеленого, чорно-білого. Це надає творам неабиякої коштовності.

## Галерея

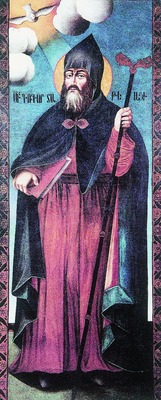
«Портрет Григора Татеваци»
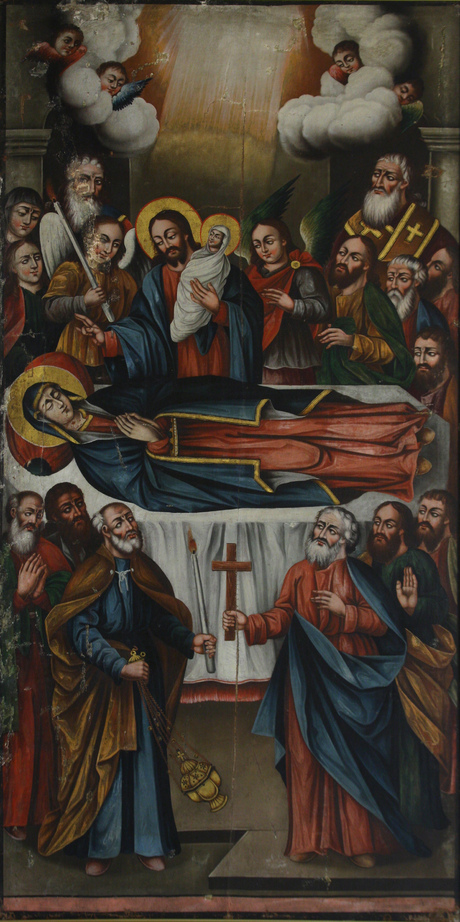
«Успіння Богородиці»
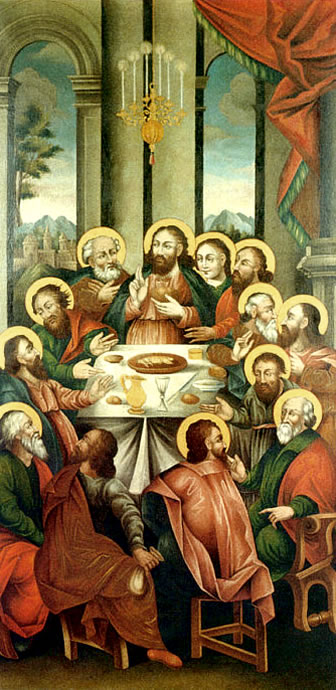
«Таємна вечеря»